# Jumpin Out the Face
Jumpin Out the Face è un singolo del rapper statunitense, Lil Mosey pubblicato il 13 novembre 2020.

## Descrizione
È il singolo apripista del mixtape Universal .

## Tracce
1. Jumpin Out the Face – 2:50